# 常盤真由美
常盤 真由美（ときわ まゆみ、1980年8月21日 - ）は、東京都出身の日本の女優である。血液型はA型、身長153cm、元キリンプロ所属。劇団らちゃかんに所属していた。現在は退団。

## 出演

### 舞台
- 「レストランSEVEN STARへようこそ」らちゃかん
- 「かくへん！Rachaモード。」らちゃかん
- 「7つの平岡真奈」谷合別腹企画てもやん
- 「〆切は何曜日？」らちゃかん
- 「KAGEFUMI」アチション
- 「アルジャーノンに花束を」キリンプロ
- 「殺人ゲームへの招待状」らちゃかん
- 「名医先生」キリンプロ
- 「エンジェル本舗」らちゃかん
- 「キネマの天地」キリンプロ
- 「逆転ライフ」らちゃかん
- 「Control Z」アチション
- 「新撰組」らちゃかん
- 「NEW YORK546」アチション
- 「七色ゴースト」らちゃかん
- 「よくばりホテル」らちゃかん
- 「結婚前夜」らちゃかん
- 「GO WEST!」DAT
- 「KiLList」劇団キャノン砲
- 「カモネギ!」劇団キャノン砲
- 「10万年目の仮眠」東京計画
- 「シオッカー」温水Y

### TV
- 「踊る!さんま御殿!!」（NTV）
- 「奇跡体験!アンビリバボー」（CX）
- 「ザ・ワイド」（NTV）
- 「発掘!あるある大事典II」（CX）
- 「ラジかるッ」（NTV）
- 「ひるこた!」（CX）
- 「おすピー&ロンブーの起きなさいよッ!」（CX）
- 「所さんの学校では教えてくれないそこんトコロ!」（TX）
- 「はねるのトびら」（CX）
- 「笑いの金メダル」（EX）
- 「泣きなさい　笑いなさい　素晴らしき女の人生スペシャル」（EX）
- 「中居正広の金曜日のスマたちへ」（TBS）
- 「行列のできる法律相談所」（NTV）
- 「島田検定」（TBS）
- 「オオカミ少年」（TBS）
- 「富豪刑事」（EX）

### CM
- 「シカゴ線PR」(ANA)
- 「ピップ」(ピップフジモト)

### その他
- いいもの王国「燃効スープ」(スチル)
- （社）全国警備業協会(VP)
- 学習研究社「Piccolo」(CD-ROM)